# Giuseppe Moles (militare)
Giuseppe Moles (Edolo, 19 novembre 1911 – Tortosa, 8 aprile 1938) è stato un militare italiano, decorato di Medaglia d'oro al valor militare alla memoria nel corso della guerra di Spagna.

## Biografia
Nacque a Edolo, provincia di Brescia, il 19 novembre 1911, figlio di Battista e di Caterina Mutti, all'interno di una famiglia di modesti lavoratori.  Lavorava come manovale nel suo paese quando fu chiamato a prestare servizio militare di leva nel Regio Esercito con la classe 1912 perché risultato rivedibile per debolezza di costituzione, assegnato al battaglione alpini "Edolo" del 5º Reggimento. Posto in congedo nel gennaio 1936, nel novembre dello stesso anno entrò a fare parte della Milizia Volontaria Sicurezza Nazionale con il grado di camicia nera in forza alla 15ª Legione CC.NN..  Mobilitato per le esigenze legate alle operazioni militari in terra di Spagna e, assegnato alla 2ª Compagnia del battaglione CC.NN. "Carroccio", 3º Reggimento fanteria, Divisione "Frecce Nere",  sbarca a Cadice il 22 dicembre 1936.
Cadde in combattimento a quota 138,8 tra Gandesa e Tortosa  l'8 aprile 1938, e fu insignito della medaglia d'oro al valor militare con Regio Decreto del 1 giugno 1939.